# Подосинки (деревня, Дмитровский городской округ)
Подосинки — деревня в Дмитровском районе Московской области, в составе городского поселения Дмитров. Население — 393 чел. (2010). До 2006 года Подосинки входили в состав Кузяевского сельского округа.
В августе 1981 года открытие новой деревни Новые Подосинки в связи развитием совхоза «Борец», усадьба которого получила название посёлок Подосинки. В 1984 году жителей в новой деревни стало больше 200 человек. В 2003 году объединение с деревней Подосинки в качестве улицы Новые Подосинки.

## Расположение
Деревня расположена в южной части района, примерно в 12 км южнее Дмитрова, на левом берегу малой речки Скорогодайка, у её впадения в канал им. Москвы, высота центра над уровнем моря 171 м. 
Ближайший населённый пункт — примыкающий на востоке посёлок Подосинки. Через деревню проходит автодорога А107 (Московское малое кольцо).

## Население
| 2002 | 2006 | 2010 |
| ---- | ---- | ---- |
| 312  | ↘276 | ↗393 |